# رالف فليتشير سايمور
رالف فليتشير سايمور (بالإنجليزية: Ralph Fletcher Seymour)‏ هو فنان وكاتب أمريكي، ولد في 18 مارس 1876 في ميلان في الولايات المتحدة، وتوفي في 1966 في باتافيا في الولايات المتحدة.

## معرض صور

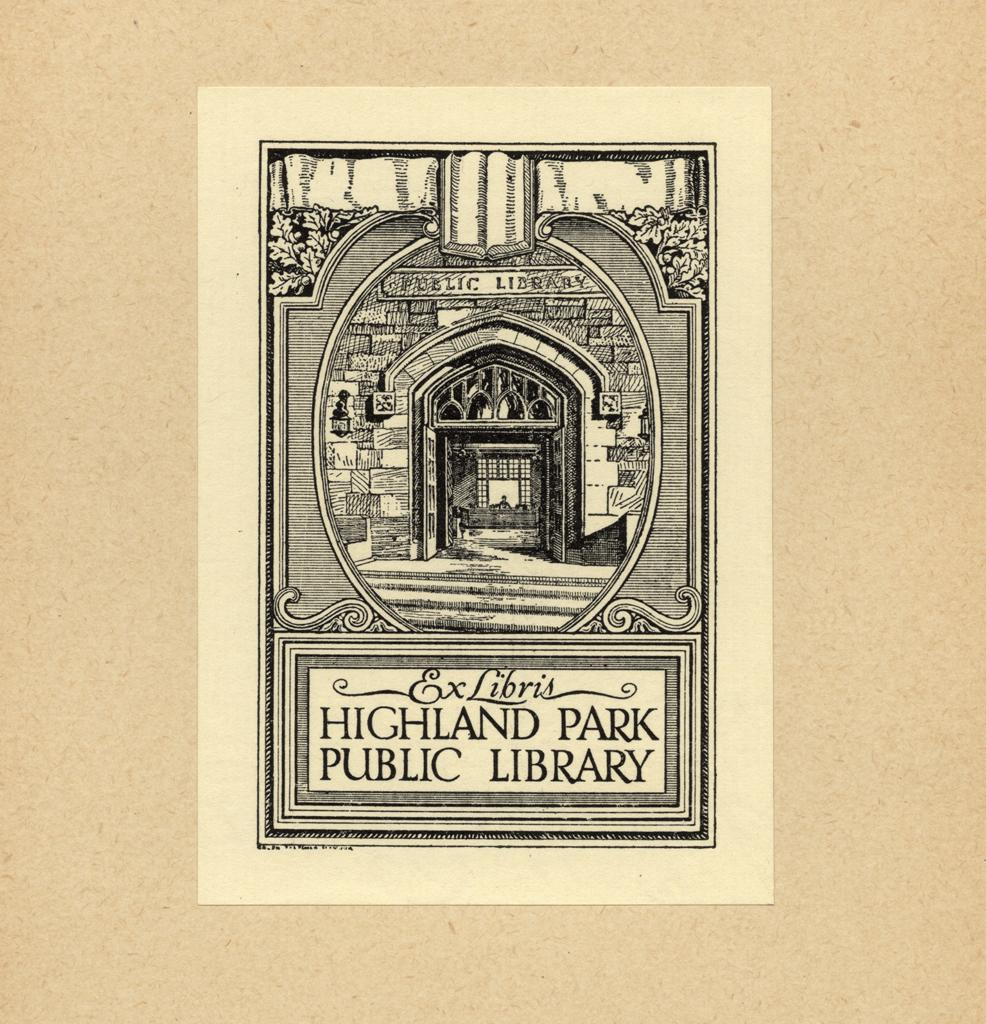
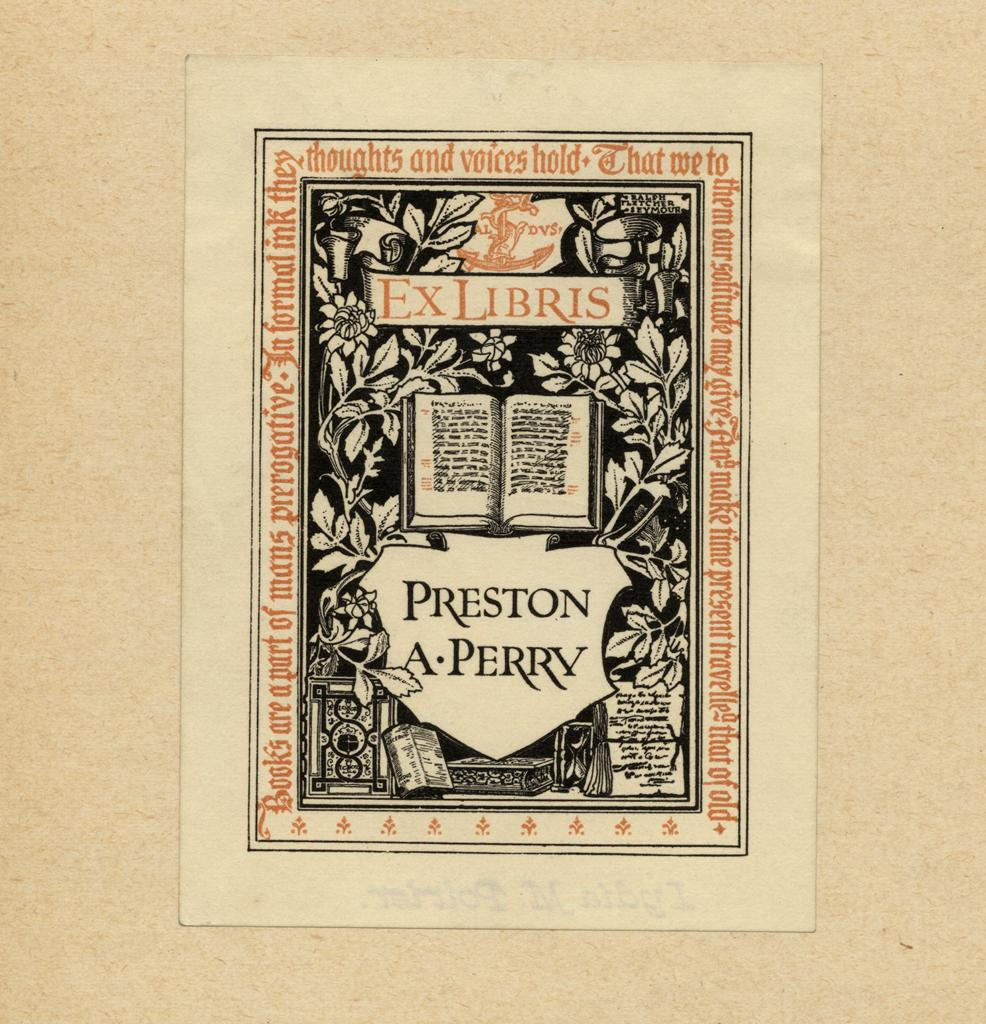
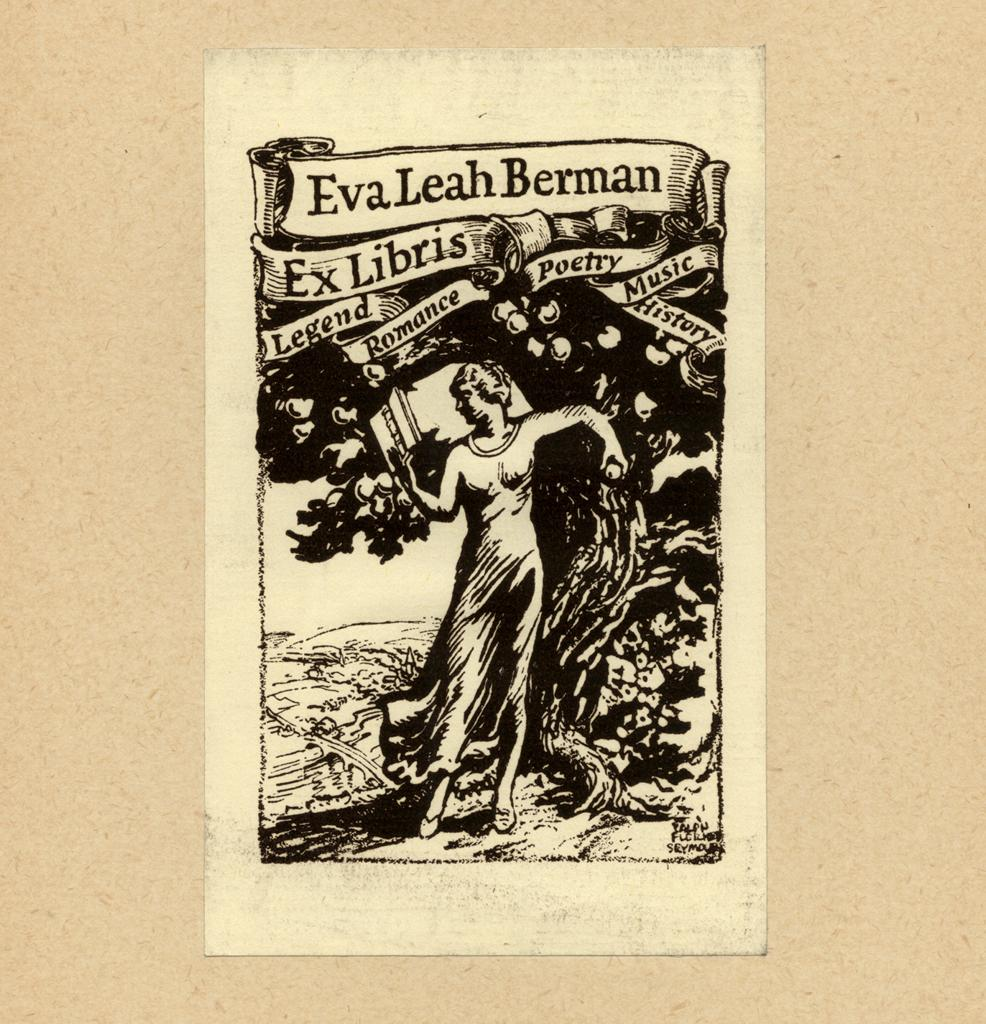
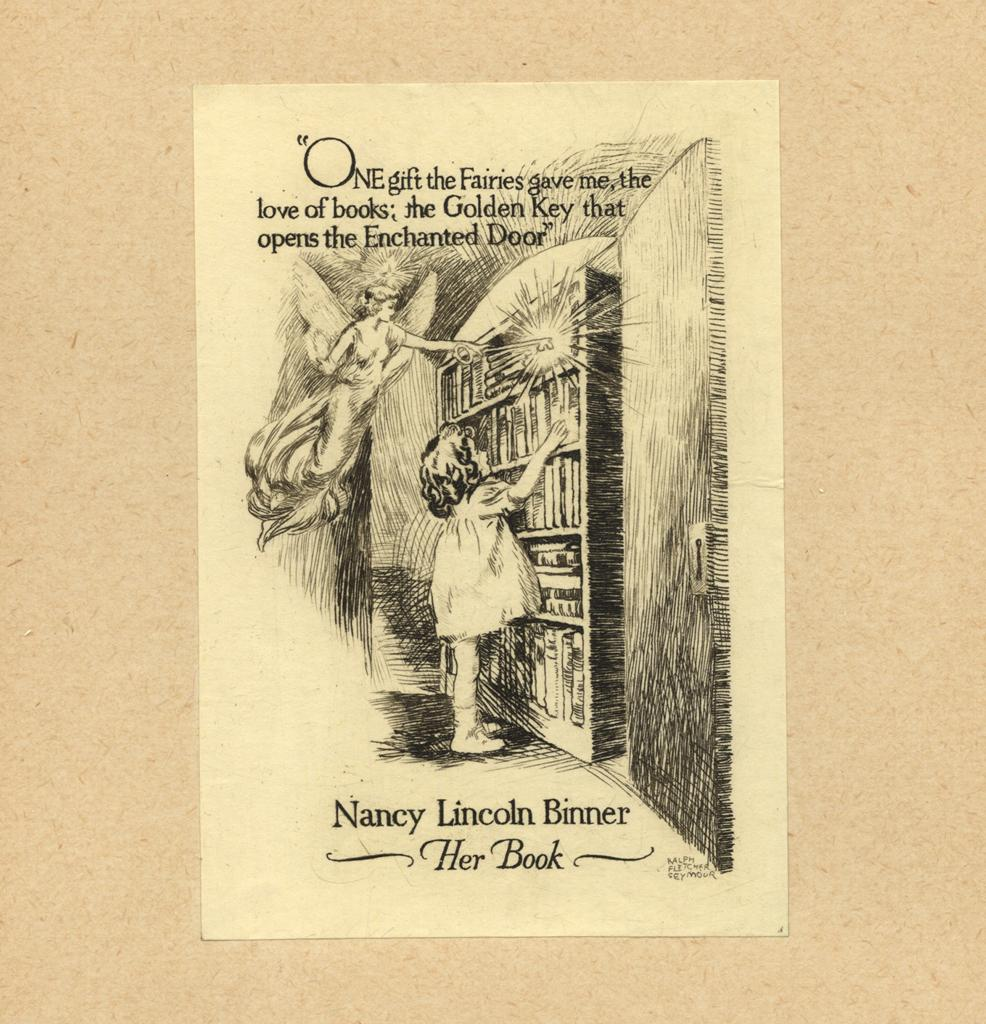